# Anomala deliana
Anomala deliana är en skalbaggsart som beskrevs av Ohaus 1916. Anomala deliana ingår i släktet Anomala och familjen Rutelidae. Inga underarter finns listade i Catalogue of Life.